# Lommer
 "Lom" omdirigeres hertil. For andre betydninger af Lom, se Lom (flertydig).
Lommer (latin: Gaviidae) er en familie af fugle med fem arter, der er udbredt i de nordligste egne af både den ny og gamle verden. De yngler ved ferskvand og trækker mod syd om vinteren.
Familien indeholder kun en enkelt slægt, Gavia, og er den eneste i ordenen Gaviiformes.

## Fællestræk
Lommer er en lille velafgrænset gruppe af fugle, der i høj grad er tilpasset livet i vandet. De formår slet ikke at stå eller gå på land. De kan højst skubbe sig lidt frem, mens de ligger på bugen. Lommer dykker derimod fremragende, idet de lydløst glider ned under vandspejlet. De kan blive længe under vandet og tilbagelægge lange strækninger, roende sig meget hurtigt frem alene ved føddernes hjælp. De er også gode flyvere, der dog ofte helst undgår at komme på vingerne, idet de hellere unddrager sig forfølgelse ved at dykke eller svømme bort. De kan kun, og endda med besvær, lette fra vandet, ikke fra landjorden. Stemmen er kraftig og vidtlydende, enten hylende, mjavende eller kaglende.
Lommer yngler i ferskvand, helst ikke for langt fra havet, i små eller store søer med småholme, både i lavlandet og oppe i fjeldene, helst hvor der er dybt vand og stor fiskerigdom med ørreder og lignende. Hvis der mangler tilstrækkelig næring i ynglesøen, flyver de til havs efter fisk.

## Klassifikation
- Familie Gaviidae
  - Slægt Gavia
    - Art Rødstrubet lom, Gavia stellata
    - Art Sortstrubet lom, Gavia arctica
    - Art Stillehavslom, Gavia pacifica
    - Art Islom, Gavia immer
    - Art Hvidnæbbet lom, Gavia adamsii